# Roberto Camardiel Escudero
Roberto Camardiel Escudero (Alagó, Saragossa, 29 de novembre de 1917 - Saragossa, 15 de juny de 1989) va ser un director teatral i actor aragonès.
Fill d'un militant de la CNT, després de la guerra civil espanyola, en la que va lluitar com a membre de la lleva del biberó, es va establir amb la seva família a Saragossa, on va començar a actuar amb companyies de teatre afeccionat vinculades als grups catòlics. El 1935 va conèixer Ismael Merlo, a qui li uniria una gran amistat. Després de fer el servei militar va marxar a Madrid, on va començar la seva carrera d'actor. Debutà en el cinema el 1952 i va participar en algunes coproduccions internacionals (com Per qualche dollaro in più o El colós de Rodes). Treballà amb els directors Sergio Leone, Tulio Demichelli, Luis García Berlanga, Pío Caro Baroja, Alfonso Balcázar, Antonio Mercero, Antonio del Amo, Edgar Neville, Juan Antonio Bardem, Jordi Grau, Mariano Ozores, Juan de Orduña, Luis Lucia, Pedro Olea, León Klimovsky, Paolo Bianchini, Luis César Amadori o Vicente Escrivá, compartint cartell amb Jean Paul Belmondo, Zsa Zsa Gabor, Miguel Ríos, Marisol o Joselito, i destacà en el gènere conegut com a spaghetti western. En el centenari del seu naixement fou objecte d'un homenatge a Alagó.

## Premis
Medalles del Cercle d'Escriptors Cinematogràfics
| Any  | Categoria              | Pel·lícula                    | Resultat  |
| ---- | ---------------------- | ----------------------------- | --------- |
| 1962 | Millor actor principal | Ensayo general para la muerte | Guanyador |

- En 1964 obté el Premi Nacional a la Millor Interpretació Principal Masculina per les seves interpretacions a Isidro Labrador,[5] de Rafael J. Salviá, i a Piedra de toque,[6] de Julio Buchs, diploma entregat pel Ministre José Solís Ruiz..

## Filmografia completa (148 títols)
- Goya (sèrie de televisió) (1985)
- El Mayorazgo de Labraz (sèrie de televisió) (1983)
- El Cid cabreador (1983)
- Juana la Loca... de vez en cuando (1983)
- El jardín de Venus - Serie TV (1983)
- Nacional III (1982)
- Cristóbal Colón, de oficio... descubridor (1982)
- La leyenda del tambor (1981)
- El lobo negro (1981)
- Verano azul, capítol 2 "No matéis mi planeta, por favor" (1981)
- Cervantes (sèrie de televisió) (1981)
- Habibi, amor mío (1981)
- Tres mujeres de hoy (1980)
- El liguero mágico (1980)
- Sus años dorados (1980)
- Escrito en América - sèrie TV "Cadáveres para la publicidad" (1979)
- 7 días de enero (1979)
- Un hombre llamado Flor de Otoño (1978)
- Cabo de Vara (1978)
- Venus de fuego (1978)
- La ciudad maldita (1978)
- La ocasión (1978)
- Doña perfecta (1977)
- Casa Manchada (1977)
- Marcada por los hombres (1977)
- Curro Jiménez - sèrie TV - capítol El destino de Antonio Navajo (1977)
- Mauricio, mon amour (1976)
- Guerreras verdes (1976)
- Sábado, chica, motel ¡qué lío aquel! (1976)
- Las delicias de los verdes años (1976)
- El calor de la llama (1976)
- El extraño amor de los vampiros (1975)
- El regreso de Edelmiro (1975)
- Cuando el cuerno suena (1975)
- Bienvenido Mr Krif (1975)
- La endemoniada (1975)
- Solo ante el streaking (1975)
- Me has hecho perder el juicio (1973)
- Vacaciones sangrientas (1973)
- Uno, dos, tres... dispara otra vez (1973)
- Demasiado bonitas para ser honestas (1972)
- Il West ti va stretto, amico... è arrivato Alleluja (1972)
- La venganza del doctor Mabuse (1972)
- En el Oeste se pueden hacer amigos (1972)
- La garbanza negra, que en paz descanse... (1972)
- Una bala marcada (1972)
- El caserío - Zarzuela TV (1972)
- Les llamaban y les llaman dos sinvergüenzas (1972)
- Me debes un muerto (1971)
- El cristo del océano (1971)
- Tequila (1971)
- Y ahora le llaman Aleluya (1971)
- Simón, contamos contigo (1971)
- Un dólar y una tumba (1970)
- Trasplante a la italiana (1970)
- Arizona vuelve (1970)
- El hombre invisible (1970)
- El ángel (1969)
- Cuatro noches de boda (1969)
- Prisionero en la ciudad (1969)
- El taxi de los conflictos (1969)
- Susana (1969)
- El Valor de un cobarde (1969)
- El médico y el curandero (1969)
- Un tren para Durango (1968)
- Escuela de enfermeras (1968)
- El marino de los puños de oro (1968)
- La ametralladora (1968)
- Platero y yo (1968)
- Entre dios y el diablo (1968)
- La querella - serie TV (1968)
- En el oeste se puede hacer... amigo (1967)
- Hamelín (1967)
- Cabezas quemadas (1967)
- Oro maldito (1967)
- Con el corazón en la garganta (1967)
- 7 mujeres para los Mc Gregor (1967)
- Arizona colt (1966)
- Siete pistolas para Timothi (1966)
- El halcón y la presa (1966)
- Misión arenas ardientes (1966)
- Un gángster viene de Brooklin (1966)
- Las últimas horas (1966)
- ¡Es mi hombre! (1966)
- La muerte cumple condena (1966)
- El hombre de Marrakech (1966)
- La muerte tenía un precio (1965)
- I due parà (1965)
- Adiós gringo (1965)
- Orden: FX18 debe morir (1965)
- Los cuatro implacables (1965)
- El hijo de Jesse James (1965)
- El asesino de Düsseldorf (1965)
- 001, operación Caribe (1965)
- Joaquín Murrieta (1965)
- ... Whisky y vodka (1965)
- Johny West il mancino (1965)
- La escala de la muerte (1965)
- Aquella joven de blanco - Bernabette de Lourdes (1965)
- Acción en Mallorca (1964)
- Isidro el labrador (1964)
- A escape libre (1964)
- El señor de La Salle (1964)
- Rueda de sospechosos (1964)
- Ensayo general para la muerte (1963)
- Bochorno - serie TV (1963)
- Rocío de La Mancha (1963)
- El llanero (1963)
- Piedra de toque (1963)
- El valle de los hombres de piedra (1963)
- Juego de hombres (1963)
- Bahía de Palma (1962)
- El hijo del capitán Blood (1962)
- El hombre del expreso de Oriente (1962)
- Tómbola (1962)
- Teresa de Jesús (1962)
- Salto mortal (1962)
- Siempre en mi recuerdo (1962)
- Aquí están las vicetiples (1961)
- El coloso de Rodas (1961)
- Pachín almirante (1961)
- Bello recuerdo (1961)
- El hombre de la isla (1961)
- El último verano (1961)
- Ursus (1961)
- La estatua (1961)
- Pachín (1961)
- La Contessa Azzurra (1960)
- Mi calle (1960)
- ¡Ahí va otro recluta! (1960)
- Culpables (1960)
- Bajo el cielo andaluz (1960)
- Nada menos que un arkángel (1960)
- Un ángel tuvo la culpa (1960)
- La encrucijada (1960)
- La vida privada de Fulano de Tal (1960)
- Llegaron dos hombres (1959)
- A Luz Vem do Alto (1959)
- Molokai, la isla maldita (1959)
- El ruiseñor de las cumbres (1958)
- Una muchachita de Valladolid (1958)
- Aquellos tiempos del cuplé (1958)
- Un indiano en Moratilla (1958)
- Mensajeros de paz (1957)
- Los ángeles del volante (1957)
- El hombre que viajaba despacito (1957)
- Todos somos necesarios (1956)
- Persecución en Madrid (1952)